# آرنه أموندسين
آرنه أموندسين (بالنرويجية البوكمول: Arne Amundsen)‏ (7 أغسطس 1952 في النرويج - 6 سبتمبر 2014 في النرويج) هو لاعب كرة قدم نرويجي في مركز حراسة المرمى. شارك مع منتخب النرويج تحت 21 سنة لكرة القدم. أما مع النوادي، فقد لعب مع نادي ليلستروم ونادي لين وStrømmen IF ‏.

## وصلات خارجية
- آرنه أموندسين على موقع اتحاد النرويج (النرويجية)
- آرنه أموندسين على موقع قاعدة بيانات كرة القدم.إي يو (الإنجليزية)